# NGC 4695
NGC 4695 est une galaxie spirale barrée (intermédiaire ?) située dans la constellation de la Grande Ourse. Sa vitesse par rapport au fond diffus cosmologique est de 5 081 ± 12 km/s, ce qui correspond à une distance de Hubble de 74,9 ± 5,3 Mpc (∼244 millions d'al). NGC 4695 a été découverte par l'astronome germano-britannique William Herschel en 1791. Cette galaxie a aussi été observée par l'astronome américain Lewis Swift le 23 mai 1897 et elle a été inscrite à l'Index Catalogue sous la désignation IC 3791.

## Groupe de NGC 4686
Selon A.M. Garcia, NGC 4695 fait partie du groupe de NGC 4686. Ce groupe de galaxies  compte au moins 10 membres. Les autres galaxies du groupe sont NGC 4566, NGC 4644, NGC 4669, NGC 4675, NGC 4686, IC 830, MCG 9-21-32 (NGC 4644B), MCG 9-21-33 et MCG 9-21-34.
Abraham Mahtessian mentionne aussi ce groupe, mais il n'y figure que quatre galaxies, soit NGC 4686 et NGC 4695 et deux galaxies non présentes dans la liste de Garcia, NGC 4646 ainsi que UGC 7905.